# Ulrich Gehre
Ulrich Gehre (* 3. August 1924 in Bevensen; † 17. Dezember 2015) war ein deutscher Journalist, Redakteur und Kunsthistoriker.

## Leben
Ulrich Gehre wurde als Sohn von Martha Gehre, geborene Cordts, und des Regierungs-Oberinspektors Paul Gehre geboren. Nach Besuch der Oberschule von 1930 bis 1941, Abitur in Prag und Arbeitsdienst und Wehrdienst während des Zweiten Weltkriegs studierte er von 1945 bis 1950 Germanistik (Theaterwissenschaft), Kunstgeschichte und Volkskunde an der Universität Göttingen und wurde 1951 zum Dr. phil. promoviert. Anschließend war er von 1951 bis 1952 Feuilletonredakteur der Tageszeitung Westfalen-Blatt in Bielefeld. Seit 1953 war er zunächst Feuilletonredakteur der Tageszeitung Die Glocke in Oelde, von 1984 bis 1994 Chefredakteur. Er war evangelisch, ab 1954 mit Ursula Gehre, geborene Knollmann, verheiratet, hatte zwei Kinder (Michael und Stefan Gehre) und lebte in Oelde.
Gehre war auch Mitbegründer des Lokalsenders Radio WAF. Dies geschah in seiner Funktion als Vorsitzender der Veranstaltergemeinschaft für Lokalfunk im Kreis Warendorf, die er von 1988 bis 1994 innehatte. Er war von 1960 bis 1998 auch Mitglied im Kulturausschuss des Kreises Beckum bzw. Warendorf. Ab 1974 war er Vorstand des Westfälischen Heimatbundes.

## Auszeichnungen
- 1984: Goldene Ehrenmedaille der Österreichischen Fremdenverkehrsverbandes
- 1987: Bundesverdienstkreuz am Bande
- 1990: Goldenes Ehrenzeichen des Landes Salzburg[3]
- 1996: Verdienstorden des Landes Nordrhein-Westfalen
- 2004: Augustin-Wibbelt-Plakette des Kreisheimatvereins Warendorf[2]

## Schriften
- Das Publikum des deutschen Theaters im 16. Jahrhundert. Dissertation Göttingen 1950.
- Wilhelm Busch und der Wein. 1960.
- Oelde. Wie es wurde, was es ist. 75 Jahre Spar- und Darlehnskasse Oelde. Spar- und Darlehnskasse, Oelde 1968.
- Ambrosius von Oelde. Der Barockbaumeister im Ordenskleid. Ämtersparkasse Oelde, Oelde 1970.
- Teutoburger Wald. 1970; 2. Auflage 1980.
- Stromberg – ein Stadtporträt. 1972.
- Unter Kreuz und Schwert und Pflaumenblüten. Ein Stadtporträt. Ämtersparkasse Oelde, Oelde 1972.
- Alte und neue Kunst in Oelde. Spar- und Darlehnskasse, Oelde 1973.
- Das Spiel auf den Stufen. 50 Jahre Freilichtspiele in Stromberg. Eine Chronik. Ämtersparkasse Oelde, Oelde 1975.
- 30.000 Mädel und Buben – Bad Waldliesborn. Kurverwaltung, Bad Waldliesborn/Lippstadt 1985.
- Ein Scherzo in der Heilbäder-Sinfonie. Kurverwaltung, Bad Waldliesborn/Lippstadt 1986.
- Unsere Kirche mitten in der Stadt. Oelde 1989.
- Ärzte, Apotheker, Patienten bei Wilhelm Busch. Schnell, Warendorf 1995, ISBN 3-87716-877-9.
- Essen und trinken bei Wilhelm Busch. Schnell, Warendorf 1995, ISBN 3-87716-878-7.
- Wilhelm Busch und der Wein. Schnell, Warendorf 1995, ISBN 3-87716-879-5.
- Wilhelm Busch und das Geld. Holterdorf, Oelde 1995, ISBN 3-87357-0041-1.
- Musiziert mit Wilhelm Busch. Schnell, Warendorf 1995, ISBN 3-87716-876-0.
- Schulmeister und Schüler im Klassenzimmer von Wilhelm Busch. Schnell, Warendorf 1995, ISBN 3-87716-875-2.
- Verliebte, Freier, Eheleute beobachtet von Wilhelm Busch. Schnell, Warendorf 1995, ISBN 3-87716-874-4.
- Wilhelm Busch über alles, was da kreucht und fleugt. Schnell, Warendorf 1996, ISBN 3-87716-873-6.
- Glückwünsche, Reime und Sinnsprüche von Wilhelm Busch. Schnell, Warendorf 1996, ISBN 3-87716-872-8.
- Schreiberlinge und Poeten vorgestellt von Wilhelm Busch. Schnell, Warendorf 1996, ISBN 3-87716-871-X.
- Beamte und Advokaten, beobachtet von Wilhelm Busch. Schnell, Warendorf 1996, ISBN 3-87716-870-1.
- Frisch gezapft bei Wilhelm Busch. Schnell, Warendorf 1997, ISBN 3-87716-858-2.
- Wilhelm Busch im blauen Dunst. Schnell, Warendorf 1997, ISBN 3-87716-857-4.
- mit Ernst August Gehrke: Kochen mit Wilhelm Busch. Ein literarisches Kochbuch. Schnell, Warendorf 1997, ISBN 3-87716-855-8.
- Türme in Warendorf. Schnell, Warendorf 1998, ISBN 3-87716-844-2.
- Schlag nach bei Wilhelm Busch. Eine Zitatensammlung. Schnell, Warendorf 2007, ISBN 978-3-87716-726-7.
- Evangelische Stadtkirche Oelde. Westfälischer Heimatbund, Münster 2007.
- Wilhelm Busch. Schnell, Warendorf 2013, ISBN 978-3-87716-679-6.

als Herausgeber
- mit Klaus Gruhn, unter Mitarbeit von R. Pilkmann-Pohl: Radaublätter und Tugendwächter? 100 Jahre Zeitungsgeschichte(n) im Kreis Warendorf. Schnell, Warendorf 2003, ISBN 3-87716-776-4.